# Lophocampa buchwaldi
Lophocampa buchwaldi är en fjärilsart som beskrevs av Rothschild 1910. Lophocampa buchwaldi ingår i släktet Lophocampa och familjen björnspinnare. Inga underarter finns listade i Catalogue of Life.